# Tabanus xuezhongi
Tabanus xuezhongi är en tvåvingeart som beskrevs av Xu 2005. Tabanus xuezhongi ingår i släktet Tabanus och familjen bromsar. Inga underarter finns listade i Catalogue of Life.